# Měchové dmychadlo
Měchové dmychadlo bylo nepříliš účinné zařízení určené k větrání důlního díla. Jednalo se o soustavu dvou kožených měchů obsluhovaných vodním kolem, které pomocí dřevěného potrubí měly zásobovat štolu čerstvým vzduchem, popřípadě vysávat vzduch ze štoly. 
Poprvé na světě bylo instalováno na Bockově (Pockově) štole v Jáchymově v roce 1522. Následoval čtyřkilometrový úsek štoly Svatá Barbora v roce 1552, který nebylo možné větrat jinak. V Jáchymově totiž nebylo možné stavět větrací věže a některé úseky nemohly být větrány pomocí větracích šachtic.

## Popis zařízení
Jednalo se o dvě pevné desky spojené v celek kůží poskládanou do záhybů. Spodní, nepohyblivá deska obsahuje záklopku, která slouží jako nasávací ventil. Tato záklopka byla tvořená dřevěnou deskou pobitou kůží. Horní deska dmychadla byla pohyblivá a spojená s vodním kolem, které jí pohybovalo. Pohybem desky došlo k nasátí vzduchu do měchu a následnému vytlačení tryskou do potrubí. Toto zařízení poskytovalo velmi nepravidelný, přerušovaný proud vzduchu, a proto byly instalovány dva protiběžné měchy.